# Molkesläktet
Molkesläktet (Sonchus) är ett släkte i familjen korgblommiga växter med 50-60 arter från Europa, västra Asien, Nordafrika och de atlantiska öarna.
Flera arter har i äldre tider kallats för tistlar, men de är inte närmare besläktade med de egentliga tistlarna. 1894 bestämdes att ändelsen -tistel skulle ändras till -molke.

## Bildgalleri

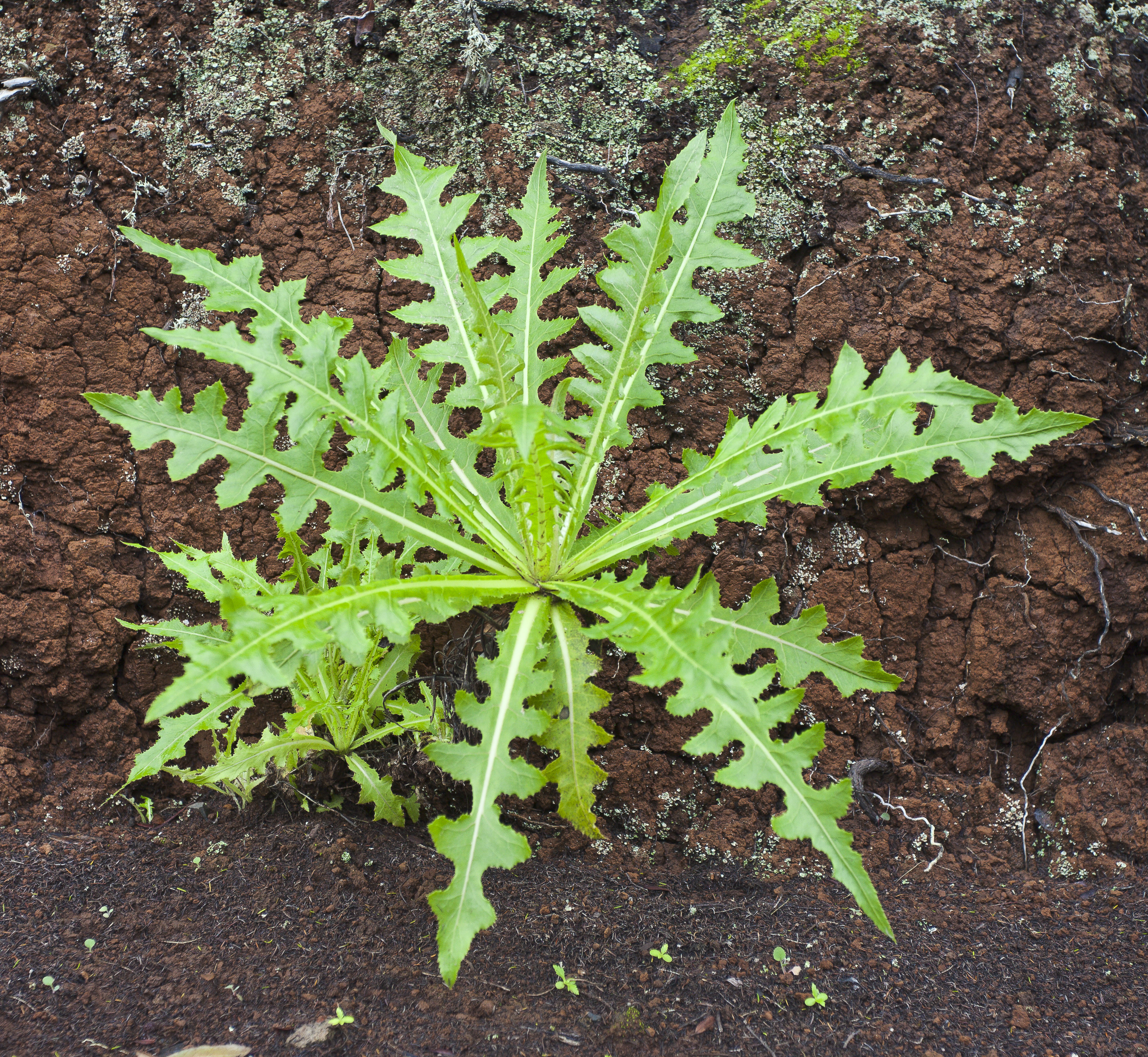

## Dottertaxa till Molkesläktet, i alfabetisk ordning[1]
- Sonchus acaulis
- Sonchus adscendens
- Sonchus afromontanus
- Sonchus agrestis
- Sonchus amboinensis
- Sonchus andrenarum
- Sonchus angulatus
- Sonchus aquatilis
- Sonchus araraticus
- Sonchus arboreus
- Sonchus arvensis
- Sonchus asper
- Sonchus bipontini
- Sonchus bornmuelleri
- Sonchus bourgeaui
- Sonchus brachylobus
- Sonchus brachyotus
- Sonchus brasiliensis
- Sonchus briquetianus
- Sonchus bupleuroides
- Sonchus camporum
- Sonchus canariensis
- Sonchus capensis
- Sonchus capillaris
- Sonchus cavanillesianus
- Sonchus cavanillesii
- Sonchus congestus
- Sonchus crassifolius
- Sonchus crepioides
- Sonchus crispus
- Sonchus daltonii
- Sonchus denticulato-lanceolata
- Sonchus denticulato-platyphylla
- Sonchus diffusus
- Sonchus dregeanus
- Sonchus dulosus
- Sonchus elongatus
- Sonchus eriopus
- Sonchus erythraeae
- Sonchus erythropappus
- Sonchus erzincanicus
- Sonchus esperanzae
- Sonchus fauces-orci
- Sonchus fragilis
- Sonchus friesii
- Sonchus fruticosus
- Sonchus gandogeri
- Sonchus gibbosus
- Sonchus gigas
- Sonchus gomerensis
- Sonchus gramineus
- Sonchus grandifolius
- Sonchus gummifer
- Sonchus haussknechtii
- Sonchus heterophyllus
- Sonchus hierrensis
- Sonchus hothae
- Sonchus hydrophilus
- Sonchus hypochaeroides
- Sonchus integrifolius
- Sonchus intermedius
- Sonchus jacottetianus
- Sonchus jacquiniocephalus
- Sonchus jainii
- Sonchus kirkii
- Sonchus laciniatus
- Sonchus laevis
- Sonchus leptocephalus
- Sonchus lidii
- Sonchus lingianus
- Sonchus littoralis
- Sonchus luxurians
- Sonchus macrocarpus
- Sonchus maculigerus
- Sonchus malaianus
- Sonchus malayanus
- Sonchus maritimus
- Sonchus masguindalii
- Sonchus mauritanicus
- Sonchus maynari
- Sonchus megalocarpa
- Sonchus melanolepis
- Sonchus microcarpus
- Sonchus microcephalus
- Sonchus monanthus
- Sonchus nanus
- Sonchus neglectus
- Sonchus nigricans
- Sonchus novae-zelandiae
- Sonchus novocastellanus
- Sonchus obtusilobus
- Sonchus occidentalis
- Sonchus oleraceus
- Sonchus ortunoi
- Sonchus oxyspermus
- Sonchus palmensis
- Sonchus palustris
- Sonchus pendulus
- Sonchus pensylvanicus
- Sonchus perfoliatus
- Sonchus pinnatifidus
- Sonchus pinnatus
- Sonchus piquetii
- Sonchus pitardii
- Sonchus platylepis
- Sonchus prudhommei
- Sonchus pustulatus
- Sonchus radicatus
- Sonchus regis-jubae
- Sonchus rokosensis
- Sonchus roseus
- Sonchus rotundilobus
- Sonchus saudensis
- Sonchus schweinfurthii
- Sonchus setosus
- Sonchus sosnowskyi
- Sonchus spinosus
- Sonchus stenophyllus
- Sonchus subacaulis
- Sonchus suberosus
- Sonchus sventenii
- Sonchus tectifolius
- Sonchus tenax
- Sonchus tenerrimus
- Sonchus tigridus
- Sonchus toletanus
- Sonchus transcaspicus
- Sonchus tuberifer
- Sonchus ustulatus
- Sonchus vaginatus
- Sonchus webbii
- Sonchus wightianus
- Sonchus wildpretii
- Sonchus wilmsii
- Sonchus yendoi